# هینخسا د خارکه
هینخسا د خارکه (به اسپانیایی: Hinojosa de Jarque) یک شهرستان در اسپانیا است که در استان تروئل واقع شده‌است.

## خصوصیات
هینخسا د خارکه ۳۶ کیلومترمربع مساحت و ۱۵۸ نفر جمعیت دارد.